# Базеж (Горња Вијена)
Базеж (фр. Bazeuge) насеље је и општина у централној Француској у региону Лимузен, у департману Горња Вијена која припада префектури Белак.
По подацима из 2011. године у општини је живело 143 становника, а густина насељености је износила 14,03 становника/km². Општина се простире на површини од 10,19 km². Налази се на средњој надморској висини од 226 метара (максималној 281 m, а минималној 177 m).

## Демографија
| 1962. | 1968. | 1975. | 1982. | 1990. | 1999. | 2011. |
| ----- | ----- | ----- | ----- | ----- | ----- | ----- |
| 252   | 264   | 260   | 215   | 191   | 163   | 143   |

График промене броја становника у току последњих година